# هیتوشی اوکاموتو
هیتوشی اوکاموتو (انگلیسی: Hitoshi Okamoto؛ زادهٔ ۱۲ ژوئن ۱۹۷۶) موسیقی‌دان اهل ژاپن است.